# Emily Murphy
Emily Murphy (nascuda Emily Gowan Ferguson; 14 de març de 1868 - 17 d'octubre de 1933) fou una jurista, escriptora i activista pels drets de les dones canadenca. Al 1916, esdevé la primera magistrada del Canadà i de l'Imperi britànic. Fou una destacada feminista i lluità pel reconeixement de les dones com a "persones" sota la llei canadenca.
Murphy formà part del grup "Les cinc famoses" (també anomenat "Les cinc valentes"), un grup d'activistes pels drets de les dones format per Henrietta Muir Edwards, Nellie McClung, Louise McKinney, Irene Parlby i ella. Al 1927, el grup portà als tribunals el "Cas persones", l'objectiu del qual era el reconeixement de les dones com a "persones qualificades", la qual cosa els permetria assumir càrrecs en el Senat. La Cort Suprema del Canadà fallà en contra de la petició, però després d'una apel·lació al Comité Judicial del Consell Privat, el jurat d'última instància del Canadà de l'època, el grup guanyà el cas.
Malgrat el reconeixement per la seua lluita pels drets de les dones, altres activitats de Murphy han estat qüestionades, en particular la seua participació en l'Acta d'Esterilització Sexual d'Alberta i les seues declaracions que diversos immigrants d'altres estats, especialment de la Xina, corrompien l'ètnia blanca i la incitaven a consumir drogues. En el seu llibre The Black Candle, escriu: "És molt poc creïble que el venedor ambulant xinés mitjà tinga la idea definida d'eliminar l'ètnia blanca (els seus motius, probablement, estan relacionats amb l'avarícia), però en mans dels seus superiors poden convertir-se en una eina poderosa per aconseguir aquest fi".

## Primers anys
Emily Ferguson naix a Cookstown, Ontario. Son pare era un home de negocis de molt d'èxit.
Ferguson cresqué sota la influència del seu avi patern, Ogle Robert Gowan, un polític que al 1830 havia fundat la branca local de l'Orde Taronja del Canadà, i dos oncles, un jurista de la Cort Suprema i un senador, respectivament. El seu germà també es graduà com a advocat i arribà a la Cort Suprema.
Ferguson assistí a l'escola Bishop Strachan, un col·legi privat anglicà exclusiu per a xiquetes de Toronto.
Al 1887 es casa amb Arthur Murphy i tenen quatre filles: Madeleine, Evelyn, Doris i Kathleen. Doris va morir jove després de contraure diftèria. Al 1903, després de la seua defunció, la família es muda a Swan River, Manitoba, i més tard, al 1907, a Edmonton, Alberta.

## Activisme

### Acta de Dower

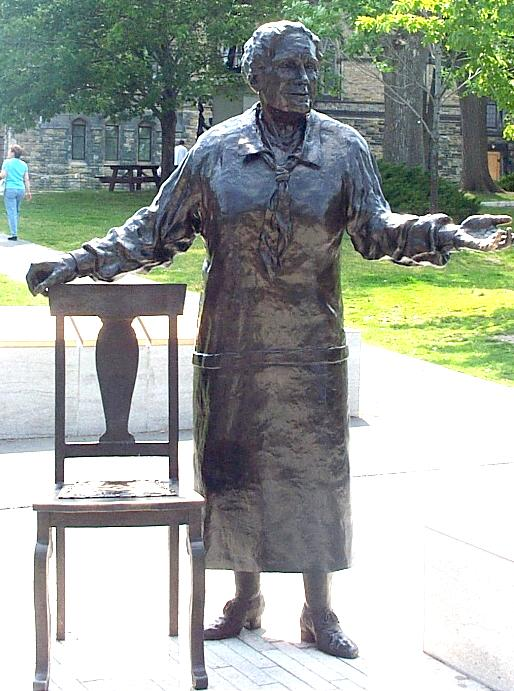
Estàtua d'Emily Murphy en el monument a "Les cinc famoses", Parliament Hill, Ottawa

Als quaranta anys, quan els seus fills s'independitzen, Murphy participa en l'organització de grups de dones amb altres mestresses de casa aïllades, amb l'objectiu de comentar idees i planificar projectes grupals.
El seu fort interés pels drets i la protecció de les dones i infants s'intensifica després d'assabentar-se de la història d'una dona d'Alberta l'espòs de la qual havia venut la granja familiar i l'havia abandonat a ella i als seus fills, deixant-los sense llar ni diners. En aquella època, les lleis de propietat no deixaven a les esposes cap recurs legal. Aquest cas feu que Murphy creara una campanya pels drets de propietat de les dones casades. Amb el suport de moltes dones de zones rurals, Murphy pressionà el govern d'Alberta perquè permetera a les dones mantenir els drets sobre la seua terra. Al 1916, gràcies a aquesta campanya, la Legislatura d'Alberta aprova l'Acta de Dower, que concedia a les dones els drets legals sobre un terç de les propietats dels seus esposos. La reputació de Murphy com a activista feminista queda establerta després d'aquesta primera victòria política.

### Nomenament com a magistrada

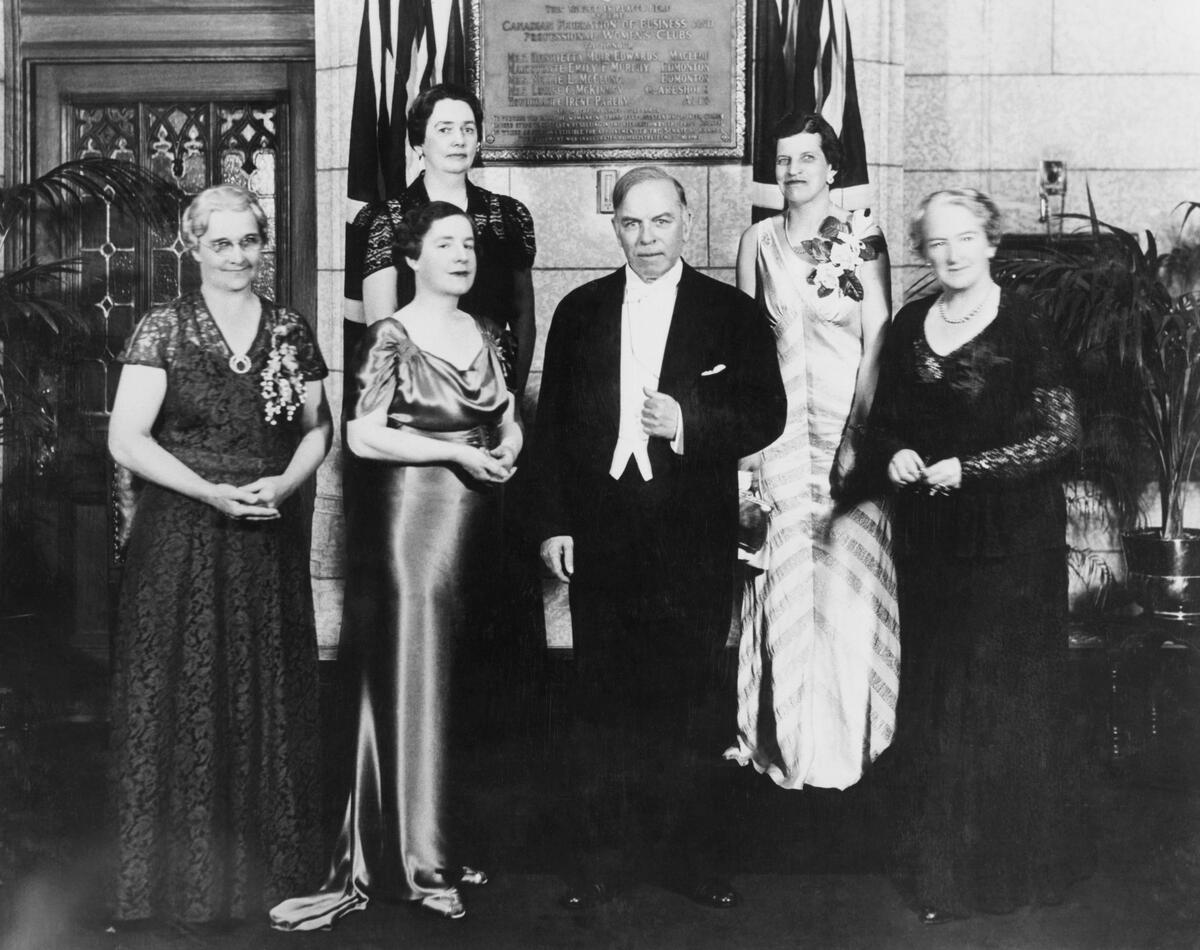
William Lyon Mackenzie King destapa una placa en commemoració de les cinc dones d'Alberta que dugueren als tribunals el Cas persones

Al 1916, un grup de dones, entre les quals es trobava Murphy, intenta observar el judici d'unes suposades prostitutes que havien estat empresonades sota circumstàncies "dubtoses", però se'ls obligà a abandonar la sala amb el pretext que el judici no era adequat per ser presenciat per persones de tots dos sexes. Murphy considerà l'excusa inacceptable i hi protestà davant el fiscal general de la província. "Si l'evidència no pot ser escoltada per persones de tots dos sexes, llavors el govern ha d'establir una cort especial presidida per dones per enjudiciar altres dones", declara.
Aquesta demanda de Murphy fou aprovat i es converteix en la primera magistrada de l'Imperi britànic.
El seu nomenament com a jutgessa, però, palesà més la situació irregular de les dones dins de la llei. En el seu primer cas, dut a terme a Alberta l'1 de juliol de 1916, trobà culpable a l'acusada. L'advocat de la condemnada qüestionà el dret de Murphy a dictar sentència, ja que legalment no era considerada una persona. La Cort Suprema Provincial en negà l'apel·lació.

### Cas persones
Al 1917, Murphy encapçala la batalla per aconseguir que les dones foren declarades "persones" a Canadà i, per tant, pogueren ocupar un escó en el Senat. L'any anterior, l'advocat Eardley Jackson havia qüestionat la seua posició com a jutgessa perquè les dones no eren considerades persones en l'Acta de 1867. Aquesta creença es basava en una llei britànica de 1876, que declarava que "les dones poden sotmetre's a càstigs i penalitzacions, però no tenen drets ni privilegis".
Al 1919, Murphy presideix la conferència inaugural de l'Institut de Dones Federades del Canadà, en què es redacta una resolució per sol·licitar el nomenament d'una senadora. El Consell Nacional de Dones i el Club de Dones de Mont-real en recolzen la resolució i trien Murphy com a candidata.
Murphy desenvolupa un pla perquè s'aclarira la situació constitucional de les dones i pogueren ser senadores. Perquè la seua consulta es considerara, necessitava almenys cinc ciutadans que la signaren. Demanà ajut a altres quatre dones d'Alberta, i el 27 d'agost de 1927, Murphy i les activistes Nellie McClung, Louise McKinney, Henrietta Edwards i Irene Parlby envien la consulta al gabinet federal perquè el govern nacional tractara el tema i l'enviara a la Cort Suprema del Canadà. La petició tenia dues consultes, però el govern general les reformulà en una de sola: "Inclou les dones la paraula "persona" esmentada en la Secció 24 de l'Acta de l'Amèrica del Nord Britànica?". La campanya es conegué com "El cas Persones" i arribà a la Cort al març de 1928. La Cort resolgué que les dones no estaven qualificades per ocupar un escó en el Senat. Murphy i les seues companyes apel·laren al Comité Judicial del Consell Privat de Gran Bretanya. El 18 d'octubre de 1929, en la decisió "Edwards vs. Canadà (Fiscal General)", el Consell Privat declarà que la paraula "persones" inclosa en la Secció 24 de l'Acta de 1867 es referia tant a homes com a dones i, per això, les dones podien servir en el Senat.
Malgrat la victòria legal, Murphy mai fou nomenada senadora. El primer ministre, William Lyon Mackenzie King, era liberal, mentre que Murphy era conservadora, per la qual cosa el lloc fou ocupat per Cairine Wilson al 1930. Després de les eleccions federals de 1930, en què triomfa el conservador Richard Bedford Bennett, Murphy torna a veure's impossibilitada d'ocupar un càrrec en el Senat, perquè la vacant existent s'havia generat després de la mort d'un senador catòlic, i ella era protestant. Murphy moriria al 1933, sense haver viscut el seu somni de pertànyer a la Cambra superior del govern canadenc.
El grup de dones que dugueren a la Cort el cas Persones es conegué com "Les cinc famoses", i foren capdavanteres en educació de reformes socials i els drets de les dones. Desafiaren les convencions i establiren un important precedent en la història canadenca. Al 2004, Murphy, juntament amb les altres, fou inclosa en el revers d'un dels bitllets de cinquanta dòlars canadencs llançats com a edició especial. A l'octubre de 2009, el Senat nomenà les cinc dones "senadores honorífiques".